# シゲルピンクルビー
シゲルピンクルビー（欧字名:Shigeru Pink Ruby、2018年1月26日 - ）は、日本の競走馬。2021年のフィリーズレビューの勝ち馬である。
森中蕃が所有する競走馬は所有馬の世代の区別を付けるため毎年決まったテーマで馬名を付けており、2018年産の競走馬は会社での役職をテーマとして名付けをしていたが、桜花賞2着、秋華賞3着などの実績をもつシゲルピンクダイヤの半妹にあたることから、例外的に姉の馬名から連想した名称がつけられた。

## 戦績
- 特記事項なき場合、本節の出典はJBISサーチ[3]

### 2歳（2020年）
2020年11月15日、阪神競馬場での2歳新馬戦でデビューし、1着。「姉譲りのセンス良し」とみられて出走の阪神ジュベナイルフィリーズでは17着に終わった。

### 3歳（2021年）
3歳初戦、8番人気で迎えたフィリーズレビューでは先団の後ろから競馬となり、最後はヨカヨカをクビ差で差し切って重賞初制覇。森中蕃にとっても、1995年セイユウ記念優勝のシゲルホームラン以来となる平地重賞タイトルとなった。なお、本競走を含めたWIN5の払い戻しは、史上最高額となる5億5444万6060円に達した。
続く桜花賞は16着と大敗。2番人気で迎えた函館スプリントステークスも9着に終わった。次走の北九州記念は中団から脚を伸ばし4着に入るが、セントウルステークスは11着と惨敗に終わった。

### 4歳（2022年）
4歳初戦として2022年2月19日の京都牝馬ステークス（GIII）に出走し、4着に敗れる。
続いて、5月8日に行われた鞍馬ステークス（オープン）に出走。3番人気で迎えたレースでは、スタートを決めると3番手に付ける。残り200m辺りで先頭に立つとそのまま押し切り、2着の1番人気ダディーズビビッドに1馬身1/4差をつけ優勝した。
その後、6月12日の函館スプリントステークス（GIII）では3番手追走も直線で失速し10着。8月28日のキーンランドカップ（GIII）では中団追走も直線で伸びを欠いて8着に終わり、休養に入った。この年の10月に森中蕃が死去したため、同年12月までに名義は森中啓子に変更されている。

### 5歳（2023年）
5歳初戦はシルクロードステークス10着から始動し、秋までに5戦するがすべて着外に終わり、5戦目となった11月5日のみちのくステークス（福島競馬場・芝1200m・オープン）で16着と殿負けを喫した。このレースが現役最終戦となり、12月13日付でJRAの競走馬登録を抹消された。なお、抹消時点で森中啓子からさらに關美和に所有名義が変更されている（みちのくステークスは森中啓子名義で出走）。引退後は繁殖牝馬として供用される予定である。

## 競走成績
以下の内容は、JBISサーチおよびnetkeiba.comに基づく。
| 競走日     | 競馬場 | 競走名          | 格   | 距離（馬場）  | 頭 数 | 枠 番 | 馬 番 | オッズ （人気） | 着順 | タイム （上り3F） | 着差 | 騎手      | 斤量 [kg] | 1着馬（2着馬）         | 馬体重 [kg] |
| ---------- | ------ | --------------- | ---- | ------------- | ----- | ----- | ----- | --------------- | ---- | ----------------- | ---- | --------- | --------- | ---------------------- | ----------- |
| 2020.11.15 | 阪神   | 2歳新馬         |      | 芝1400m（良） | 17    | 1     | 2     | 003.40（1人）   | 01着 | R1:22.3（34.5）   | -0.2 | 0幸英明   | 54        | （ゼリア）             | 480         |
| 0000.12.13 | 阪神   | 阪神JF          | GI   | 芝1600m（良） | 18    | 5     | 10    | 056.9（11人）   | 17着 | R1:34.7（35.7）   | -1.6 | 0幸英明   | 54        | ソダシ                 | 470         |
| 2021.03.14 | 阪神   | フィリーズR     | GII  | 芝1400m（良） | 18    | 3     | 5     | 013.90（8人）   | 01着 | R1:20.7（35.1）   | -0.1 | 0和田竜二 | 54        | （ヨカヨカ）           | 464         |
| 0000.04.11 | 阪神   | 桜花賞          | GI   | 芝1600m（良） | 18    | 7     | 15    | 056.0（10人）   | 16着 | R1:33.5（36.0）   | -2.4 | 0和田竜二 | 55        | ソダシ                 | 462         |
| 0000.06.13 | 札幌   | 函館スプリントS | GIII | 芝1200m（良） | 16    | 2     | 3     | 006.30（2人）   | 09着 | R1:08.1（34.3）   | -0.5 | 0泉谷楓真 | 50        | ビアンフェ             | 462         |
| 0000.08.22 | 小倉   | 北九州記念      | GIII | 芝1200m（稍） | 18    | 5     | 9     | 009.10（6人）   | 04着 | R1:08.4（34.4）   | -0.2 | 0和田竜二 | 52        | ヨカヨカ               | 462         |
| 0000.09.12 | 中京   | セントウルS     | GII  | 芝1200m（良） | 17    | 8     | 17    | 052.40（9人）   | 11着 | R1:08.0（33.5）   | -0.8 | 0和田竜二 | 52        | レシステンシア         | 466         |
| 0000.11.28 | 阪神   | 京阪杯          | GIII | 芝1200m（良） | 16    | 7     | 13    | 020.30（7人）   | 05着 | R1:09.1（34.6）   | -0.3 | 0高倉稜   | 53        | エイティーンガール     | 470         |
| 2022.02.19 | 阪神   | 京都牝馬S       | GIII | 芝1400m（良） | 18    | 4     | 8     | 006.20（4人）   | 04着 | R1:20.1（33.9）   | -0.4 | 0和田竜二 | 54        | ロータスランド         | 476         |
| 0000.05.08 | 中京   | 鞍馬S           | OP   | 芝1200m（良） | 18    | 7     | 13    | 006.20（3人）   | 01着 | R1:07.1（33.2）   | -0.2 | 0和田竜二 | 55        | （ダディーズビビッド） | 470         |
| 0000.06.12 | 函館   | 函館スプリントS | GIII | 芝1200m（良） | 16    | 3     | 6     | 007.50（4人）   | 10着 | R1:07.8（34.6）   | -0.6 | 0和田竜二 | 54        | ナムラクレア           | 466         |
| 0000.08.28 | 札幌   | キーンランドC   | GIII | 芝1200m（良） | 15    | 3     | 6     | 020.0（10人）   | 08着 | R1:09.8（34.9）   | -0.7 | 0和田竜二 | 54        | ヴェントヴォーチェ     | 472         |
| 2023.01.29 | 中京   | シルクロードS   | GIII | 芝1200m（良） | 15    | 3     | 5     | 017.20（7人）   | 10着 | R1:08.5（33.8）   | -1.2 | 0和田竜二 | 55        | ナムラクレア           | 482         |
| 0000.02.18 | 阪神   | 京都牝馬S       | GIII | 芝1400m（良） | 18    | 5     | 10    | 056.2（13人）   | 08着 | R1:20.9（34.3）   | -0.5 | 0高倉稜   | 56        | ララクリスティーヌ     | 478         |
| 0000.08.20 | 小倉   | 北九州記念      | GIII | 芝1200m（良） | 18    | 8     | 1     | 041.8（14人）   | 15着 | R1:08.3（34.2）   | -1.0 | 0高倉稜   | 55        | ジャスパークローネ     | 480         |
| 0000.10.15 | 新潟   | 信越S           | L    | 芝1400m（稍） | 15    | 3     | 4     | 023.30（9人）   | 07着 | R1:21.1（35.1）   | -0.5 | 0角田大和 | 55        | サーマルウインド       | 478         |
| 0000.11.05 | 福島   | みちのくS       | OP   | 芝1200m（良） | 16    | 7     | 13    | 022.20（7人）   | 16着 | R1:11.0（37.1）   | -1.4 | 0原優介   | 57        | グレイトゲイナー       | 472         |

## 血統表
| シゲルピンクルビーの血統      | シゲルピンクルビーの血統                                           | シゲルピンクルビーの血統                                           | （血統表の出典）                                                   | （血統表の出典）    |
| 父系                          | ロベルト系                                                         | ロベルト系                                                         | ロベルト系                                                         | [ § 2 ]             |
| 父 モーリス 2011 鹿毛         | 父の父スクリーンヒーロー 2004 栗毛                                 | *グラスワンダー                                                    | Silver Hawk                                                        | Silver Hawk         |
| 父 モーリス 2011 鹿毛         | 父の父スクリーンヒーロー 2004 栗毛                                 | *グラスワンダー                                                    | Ameriflora                                                         |                     |
| 父 モーリス 2011 鹿毛         | 父の父スクリーンヒーロー 2004 栗毛                                 | ランニングヒロイン                                                 | *サンデーサイレンス                                                | *サンデーサイレンス |
| 父 モーリス 2011 鹿毛         | 父の父スクリーンヒーロー 2004 栗毛                                 | ランニングヒロイン                                                 | ダイナアクトレス                                                   |                     |
| 父 モーリス 2011 鹿毛         | 父の母メジロフランシス 2001 鹿毛                                   | *カーネギー                                                        | Sadler's Wells                                                     | Sadler's Wells      |
| 父 モーリス 2011 鹿毛         | 父の母メジロフランシス 2001 鹿毛                                   | *カーネギー                                                        | Detroit                                                            |                     |
| 父 モーリス 2011 鹿毛         | 父の母メジロフランシス 2001 鹿毛                                   | メジロモントレー                                                   | *モガミ                                                            | *モガミ             |
| 父 モーリス 2011 鹿毛         | 父の母メジロフランシス 2001 鹿毛                                   | メジロモントレー                                                   | メジロクインシー                                                   |                     |
| 母 ムーンライトベイ 2006 鹿毛 | 母の父High Chaparral 1999 鹿毛                                     | Sadler's Wells                                                     | Northen Dancer                                                     | Northen Dancer      |
| 母 ムーンライトベイ 2006 鹿毛 | 母の父High Chaparral 1999 鹿毛                                     | Sadler's Wells                                                     | Fairy Bridge                                                       |                     |
| 母 ムーンライトベイ 2006 鹿毛 | 母の父High Chaparral 1999 鹿毛                                     | Kasora                                                             | Darshaan                                                           | Darshaan            |
| 母 ムーンライトベイ 2006 鹿毛 | 母の父High Chaparral 1999 鹿毛                                     | Kasora                                                             | Kozana                                                             |                     |
| 母 ムーンライトベイ 2006 鹿毛 | 母の母*ムーンライトダンス 2002 栗毛                                | Sinndar                                                            | Grand Lodge                                                        | Grand Lodge         |
| 母 ムーンライトベイ 2006 鹿毛 | 母の母*ムーンライトダンス 2002 栗毛                                | Sinndar                                                            | Sinntara                                                           |                     |
| 母 ムーンライトベイ 2006 鹿毛 | 母の母*ムーンライトダンス 2002 栗毛                                | Style of Life                                                      | The Minstrel                                                       | The Minstrel        |
| 母 ムーンライトベイ 2006 鹿毛 | 母の母*ムーンライトダンス 2002 栗毛                                | Style of Life                                                      | Bubinka                                                            |                     |
| 母系(F-No.)                   | ムーンライトダンス(IRE)系(FN:8-f)                                  | ムーンライトダンス(IRE)系(FN:8-f)                                  | ムーンライトダンス(IRE)系(FN:8-f)                                  | [ § 3 ]             |
| 5代内の近親交配               | Sadler's Wells 4 × 3 = 18.75%、Northern Dancer 5 × 4 × 5 = 12.50％ | Sadler's Wells 4 × 3 = 18.75%、Northern Dancer 5 × 4 × 5 = 12.50％ | Sadler's Wells 4 × 3 = 18.75%、Northern Dancer 5 × 4 × 5 = 12.50％ | [ § 4 ]             |
| 出典                          | 1. 2. 3. 4.                                                        | 1. 2. 3. 4.                                                        | 1. 2. 3. 4.                                                        | 1. 2. 3. 4.         |

- 半姉にシゲルピンクダイヤ（桜花賞2着、秋華賞3着など）[14]。